# Totem (Comic)
Totem (französisch Totem) ist ein Comic von Nicolas Wouters (Text) und Mikaël Ross (Zeichnungen) aus dem Jahr 2016, der die Coming-of-Age-Geschichte von Louis erzählt. Weil sein kleiner Bruder schwer erkrankt, schicken Louis‘ Eltern ihn in ein Sommerlager, wo er sich den anderen Jugendlichen gegenüber behaupten muss.

## Handlung
Der Comic beginnt mit einem Spiel zwischen Louis und seinem jüngeren Bruder Thomas. Louis, der einen Arzt mimt, entfernt eine Godzilla-Puppe aus dem Magen seines Patienten Thomas. Dabei kommen allerlei Alltagsgegenstände fantasievoll zum Einsatz, etwa Tomatensaft als Blut oder Bügeleisen als Defibrillator. Während des gespielten Eingriffs treten Komplikationen auf, der Doktor bekommt diese allerdings in den Griff und kann seinen Patienten wiederbeleben. Während die beiden Brüder im Anschluss an ihr Spiel aufräumen, bricht Thomas tatsächlich zusammen und muss ins Krankenhaus.
Nach diesem Vorfall schicken seine Eltern Louis in ein Sommercamp in den Ardennen, um sich besser um den schwer kranken Thomas kümmern zu können. Im Sommerlager muss sich Louis als Neuling in die Hackordnung der älteren Jungs einfügen und deren rüden Rituale über sich ergehen lassen. Schließlich erhält er als Auszeichnung seinen Kampfnamen „Fangzahn“ und sein Totem zugewiesen, der Fuchs repräsentiert durch eine Maske. Die Erfahrungen im Ferienlager und sein Totem-Tier verändern den zurückhaltenden Louis, zum Vorschein kommt ein selbständiger, starker, aber auch aggressiver Junge. Im weiteren Verlauf der Handlung ist nicht mehr klar, ob die Realität oder doch Louis‘ Fantasie gezeigt wird. Der Protagonist wird nicht nur als Junge mit Fuchsmaske dargestellt, er verwandelt sich auch in einen Fuchs. In dieser Form streift er durch den finsteren Wald, bald begleitet von einem weißen Leoparden. Dieser soll aus einem nahegelegenen Zoo ausgebrochen sein. Zusammen verkriechen sie sich in den Überresten eines Bunkers, den die zwei Tiere im Wald entdecken.
Zum Abschluss kehrt die Erzählung in die traurige Realität zurück. Louis befindet sich nicht mehr im Sommerlager, sondern am Totenbett seines verstorbenen Bruders. Als er einen kurzen Moment mit dem Leichnam allein ist, versucht er vergeblich Thomas zu reanimieren. Die zu Beginn der Geschichte im harmlosen Spiel erprobte Technik kann Thomas selbstverständlich nicht mehr helfen.

## Stil
Die Erzählung findet grundlegend auf einer realen Ebene satt, es kommen aber auch symbolische und fantastische Elemente zum Einsatz. Die Geschichte wechselt dabei zum Teil übergangslos zwischen den Erzählebenen, so dass für den Leser nicht immer klar zu erkennen ist, ob die Realität oder doch Louis‘ Imagination dargestellt wird. Einen tiefergehenden Eindruck von Louis und seinem jüngeren Bruder vermittelt die Erzählung durch Rückblenden auf prägende Kindheitserinnerungen.
Ross setzt seine Zeichnungen mit grobem Strich und dynamischen Schraffuren um, die Darstellung der Figuren wirkt flüchtig und skizzenhaft. Trotz ihrer Farbigkeit ist die Bildsprache vorwiegend düster, bedrohlich und geheimnisvoll. Entgegen der Grundstimmung werden aber auch regelmäßig ausdrucksstarke Kontraste gesetzt, etwa wenn nach langem Regenfall der Himmel aufklart und einzelne Lichtstrahlen durch die Baumwipfel scheinen.
Die Geschichte wird überwiegend in kleinen, unregelmäßig angeordneten Panels unterschiedlicher Größe erzählt. Durch Panelgröße und -anordnung entsteht ein schneller, leicht unruhiger Erzählrhythmus, der gelegentlich durch ungewöhnliche Panelformen verstärkt wird. Wiederholt kommen längere Passagen gänzlich ohne Text aus und werden nur mit Hilfe der Bilder vermittelt.

## Veröffentlichungen
Der Comic erschien 2016 bei Éditions Sarbacane. Die deutsche Übersetzung von Claudia Sandberg veröffentlichte der avant-verlag ebenfalls im Jahr 2016. Es gibt eine weitere Übersetzung ins Niederländische.

## Rezeption
Bei Deutschlandfunk Kultur lobte Frank Meyer Totem als herausragendes Beispiel einer ansprechenden Coming-of-Age-Geschichte. Es sei ein „düsteres, spannendes und formal mutiges Buch“. Jan-Paul Koopmann bezeichnete im Spiegel den Comic als „fraglos verworren, darum aber nicht beliebig erzählt“, dieser zeige „einen Wald des Schreckens in völlig neuer Qualität“. Dabei stellte er positiv heraus, dass sich der Comic „den gängigen Schubladen und Genrekonventionen“ verweigere. In der Süddeutschen Zeitung berichtete Rezensent Gottfried Knapp von „wohligem Schaudern und Gruseln“ und hob den ausdrucksstarken Zeichenstil hervor.
Im Jahr 2016 erhielt Totem den Pépite des Grands in der Kategorie Bande Dessinée (französisch für „Comicheft“) auf dem Salon du livre et de la presse jeunesse en Seine-Saint-Denis. 2017 wurde Totem mit dem Rudolph-Dirks-Award in der Kategorie Jugenddrama / Coming of Age ausgezeichnet.